# RMVB
Le RMVB est un sigle pour RealMedia Variable BitRate, un format multimedia développée par RealNetworks.
Contrairement aux fichiers courants de type RealMedia, utilisant une technique de streaming et un codage constant, le RMVB est utilisé pour un stockage multimédia local. L'extension des fichiers RMVB est .rmvb. Le codec audio-vidéo utilisé pour lire ce type de fichier se nomme RealVideo.
Il est supporté par de nombreux lecteurs multimédia dont RealPlayer 10 et Media Player Classic.